# Rathfarnham
Rathfarnham (gaèlic irlandès Ráth Fearnáin que vol dir "ringfort de Fearnán") és un barri de Dublín, República d'Irlanda. Es troba al sud de Terenure, a l'est de Templeogue, i als districtes postals de Dublín 14 i 16. Es troba a les àrees administratives de Dún Laoghaire-Rathdown i Dublín Sud.
L'àrea de Rathfarnham inclou Whitechurch, Nutgrove, Ballyboden i Ballyroan. Llocs històrics al townland de Rathfarnham inclou: Kilmashogue, Mount Venus, Tibradden i Taylors Grange.

## Població
Segons el cens de 2006, Rathfarnham tenia 17.333 – una caiguda del 2,1% des de 2002. La població ha caigut gradualment durant els anys de 17.760 en 1996 a 17.717 en 2002.
El nombre de persones que viuen als veïnats de Ballyroan i St. E ndas ha caigut notablement en un 8% i un 7% respectivament. D'altra banda, hi ha increments mínims a les àrees de Butterfield i Hermitage.
Una cosa que es desprèn de les estadístiques és que Rathfarnham està envellint, amb la jubilació i la marxa de les parelles joves que es traslladen a la zona en la dècada de 1960. Hi ha una manca d'habitatges adequats i assequibles per als joves en Rathfarnham i en conseqüència estan acudint en massa als suburbis veïns de Templeogue, Tallaght i Firhouse.

## Característiques
Rathfarnham és llar de nombrosos edificis històrics, incloent el castell de Rathfarnham i Loreto Abbey, quatre parcs: Marlay Park, Dodder Park, St. Enda's i Bushy Park. Padraig Pearse establí l'escola St Enda's School per a nois, que actualment és un museu en honor seu situat a Saint Enda's Park.

## Història
El nom de l'indret suggereix que hi havia una fortificació en temps prehistòrics, però la història de Rathfarnham comença amb la invasió normanda d'Irlanda. En 1199 les terres foren concedides a Milo Le Bret, qui hi va fer construir un castell de mota i pati. Sovint fou atacada pel clan O'Toole de les muntanyes de Wicklow, i cap al segle xiv s'hi construí el castell de Rathfarnham, que pertanyia als Eustace de Baltinglass i que formaria part de les defenses de la Palissada. El castell fou confiscat per la participació dels Eustace en la Segona Rebel·lió Desmond (1579-1583) i concedit als Loftus, que van estar en el centre de les Guerres Confederades d'Irlanda i en la rebel·lió irlandesa de 1641. Fou assetjat pels reialistes després de la batalla de Rathmines i es diu que Oliver Cromwell hi sojornà de camí al setge de Wexford.
Durant el segle xviii es van construir alguns molins per a indústria tèxtil al costat dels rius Owendoher i Dodder. Després de la rebel·lió irlandesa de 1798 formà part del recorregut de la carretera militar, la construcció de la qual s'inicià en 1800. La tradició associa el lloc a Robert Emmet i la seva promesa Sarah Curran. Cap al 1900 Patrick Pearse escollí l'edifici The Hermitage com a seu de la Scoil Éanna.

## Personatges nascuts a Rathfarnham
- Damien Duff, futbolista irlandès
- Stephen Gwynn (1864–1950), periodista, poeta i polític nacionalista.[cal citació]
- J. M. Synge, escriptor
- Jim Stynes[Qui?][cal citació]
- Robert Wilks, actor del segle XVIII[cal citació]

## Galeria d'imatges

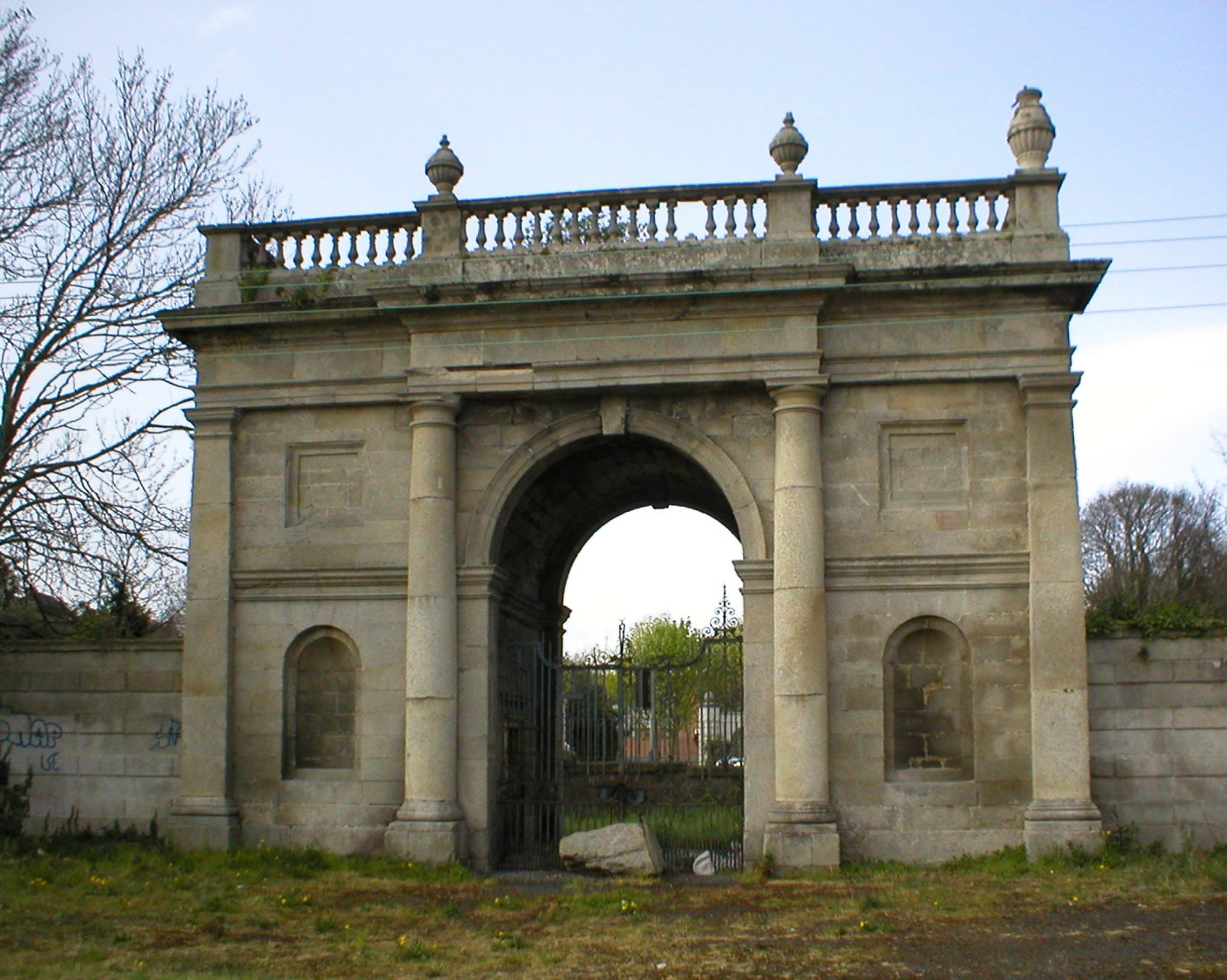
Arc d'Elys
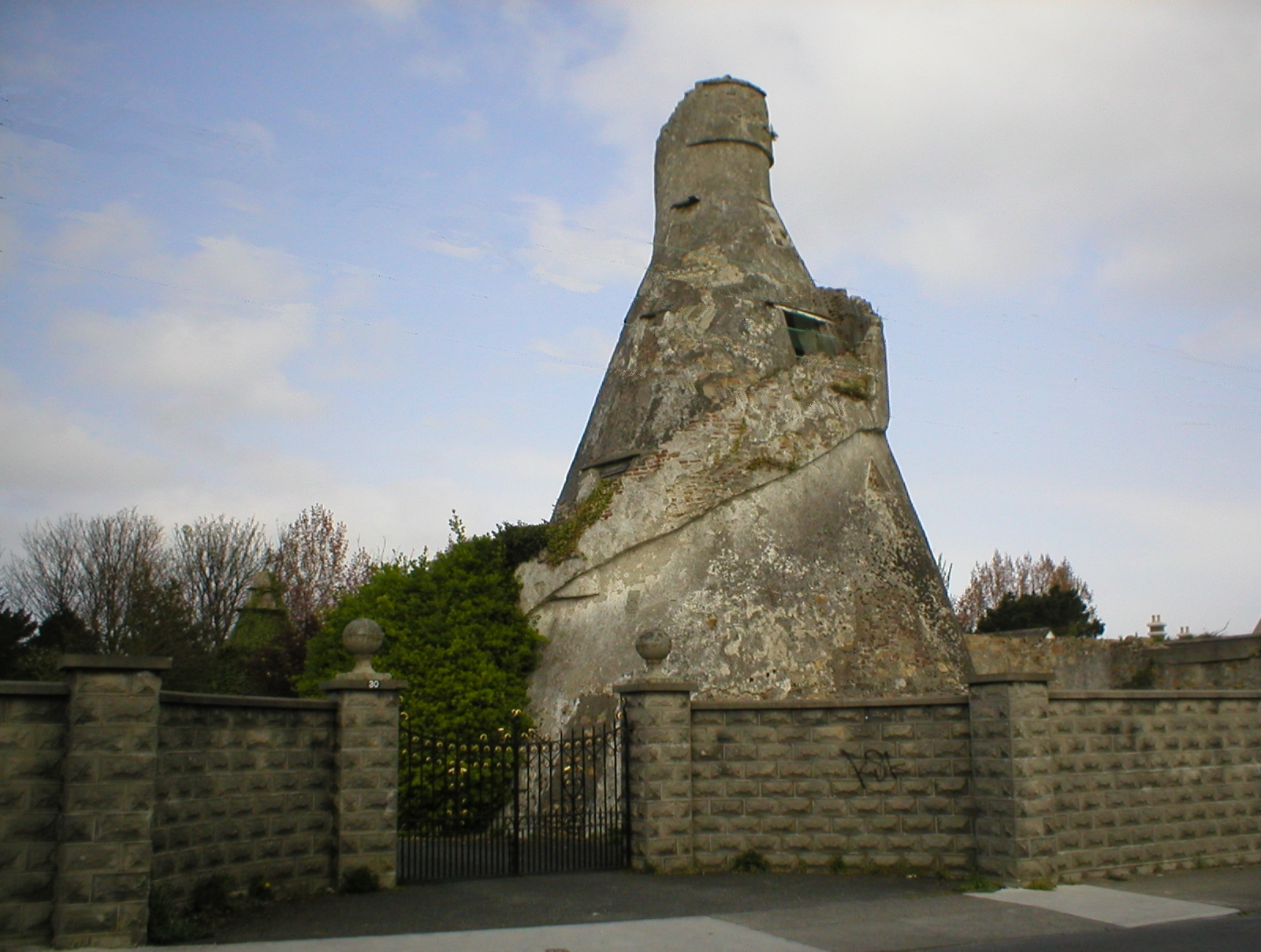
Torre Bottle
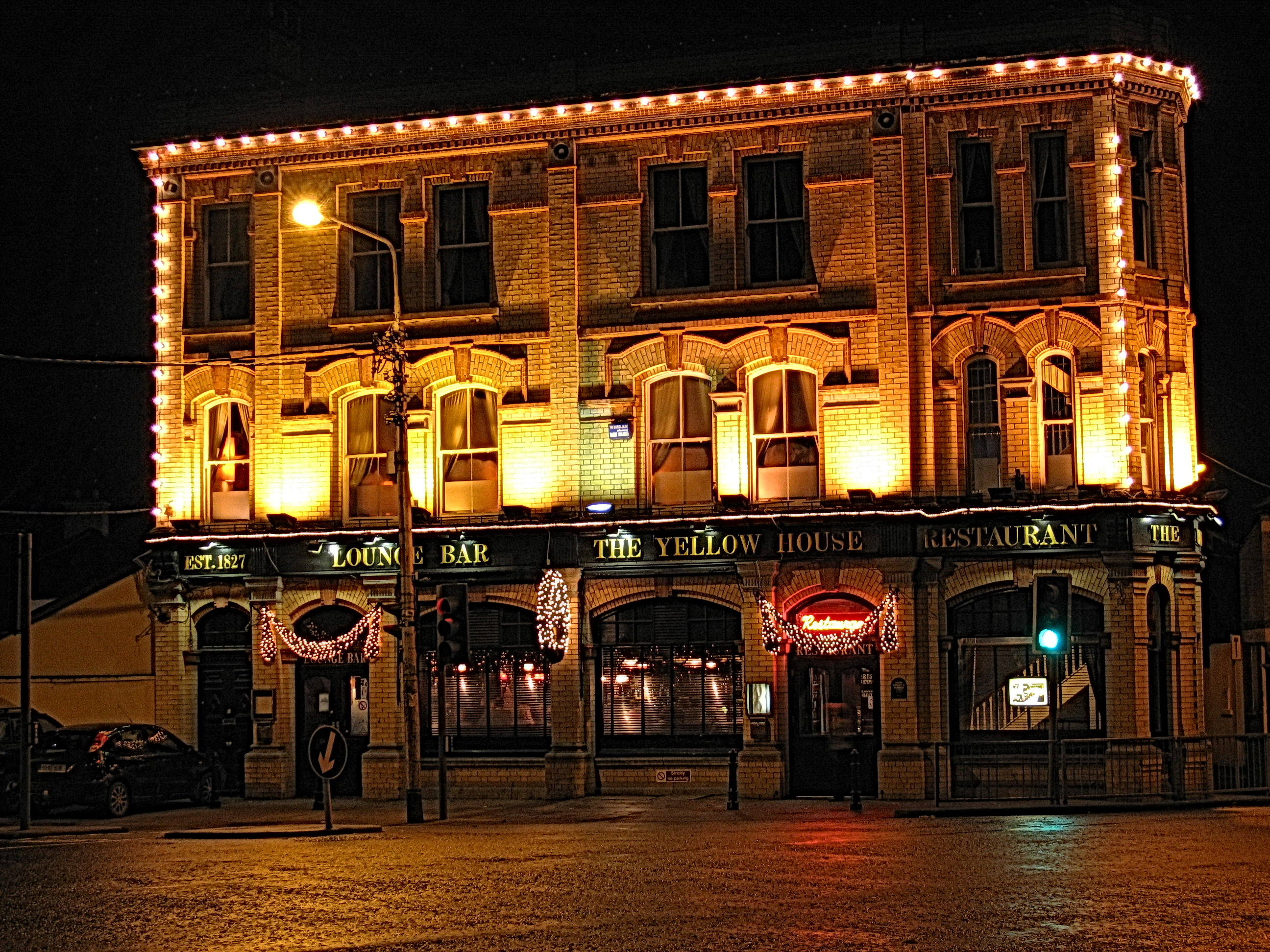
La Yellow House
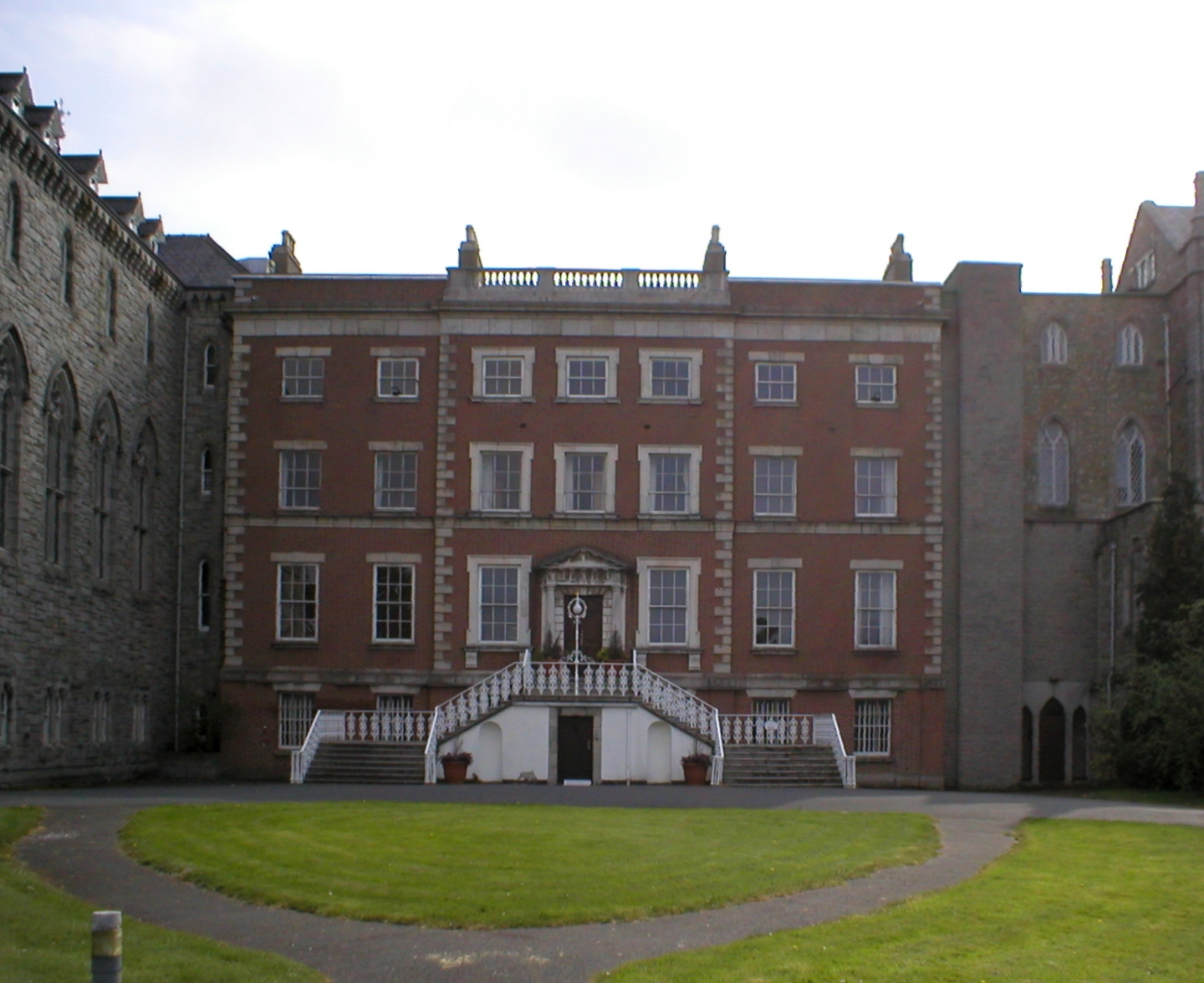
Loretto Abbey
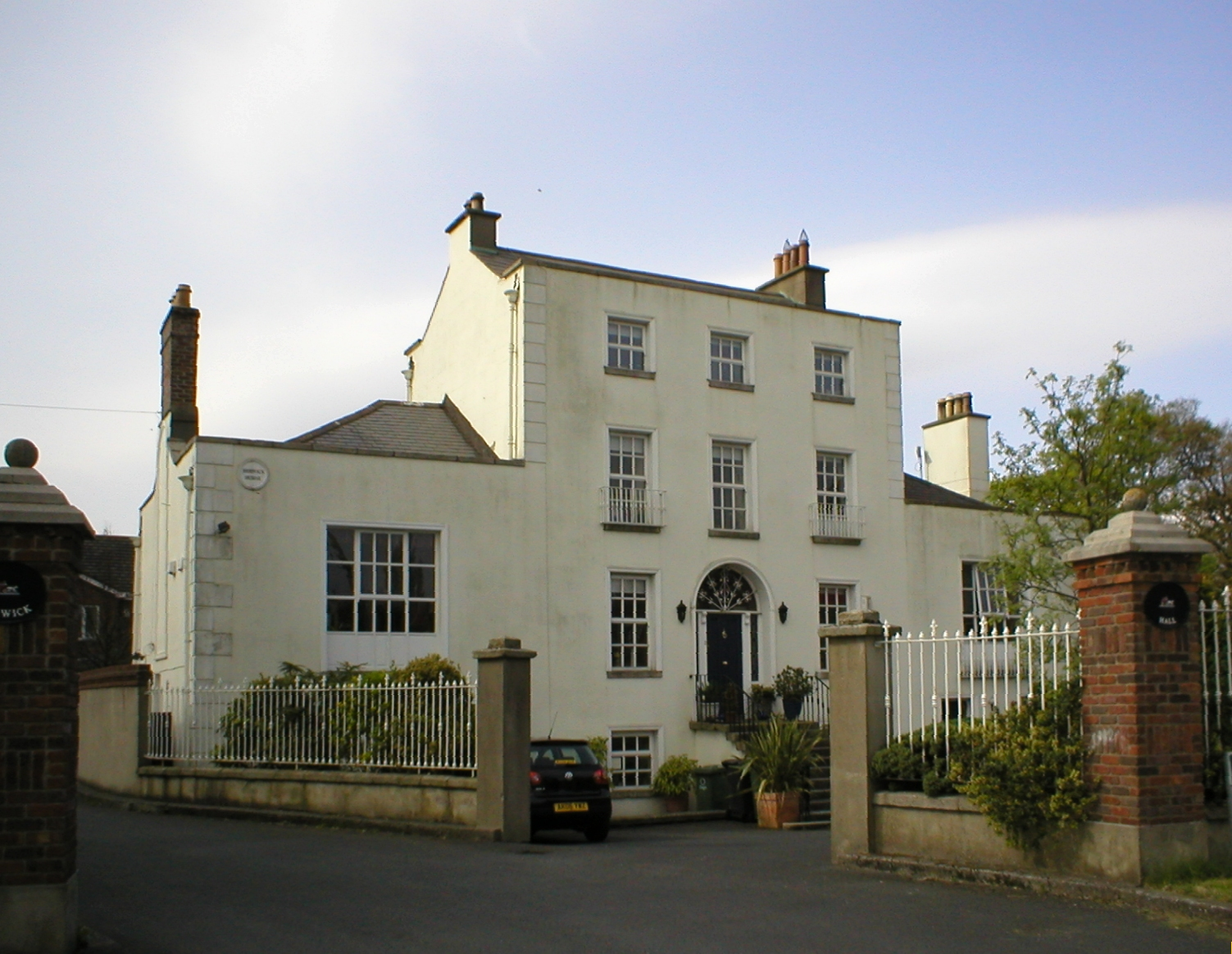
Berwick House